# Østermarie Sogn
Østermarie Sogn  ist eine Kirchspielsgemeinde (dän.: Sogn) auf der dänischen Insel Bornholm. Bis 1970 gehörte sie zur Harde Bornholms Øster Herred im damaligen Bornholms Amt, danach mit dem Wegfall der Hardenstruktur zur Allinge-Gudhjem Kommune im unveränderten Bornholms Amt, die wiederum zum Januar 2003 in der Bornholms Regionskommune aufgegangen ist. Die Regionskommune war zunächst – wie Kopenhagen und Frederiksberg – amtsfrei, also direkt dem Staat unterstellt, und wurde dann mit der  Kommunalreform zum 1. Januar 2007 der Region Hovedstaden zugeordnet.

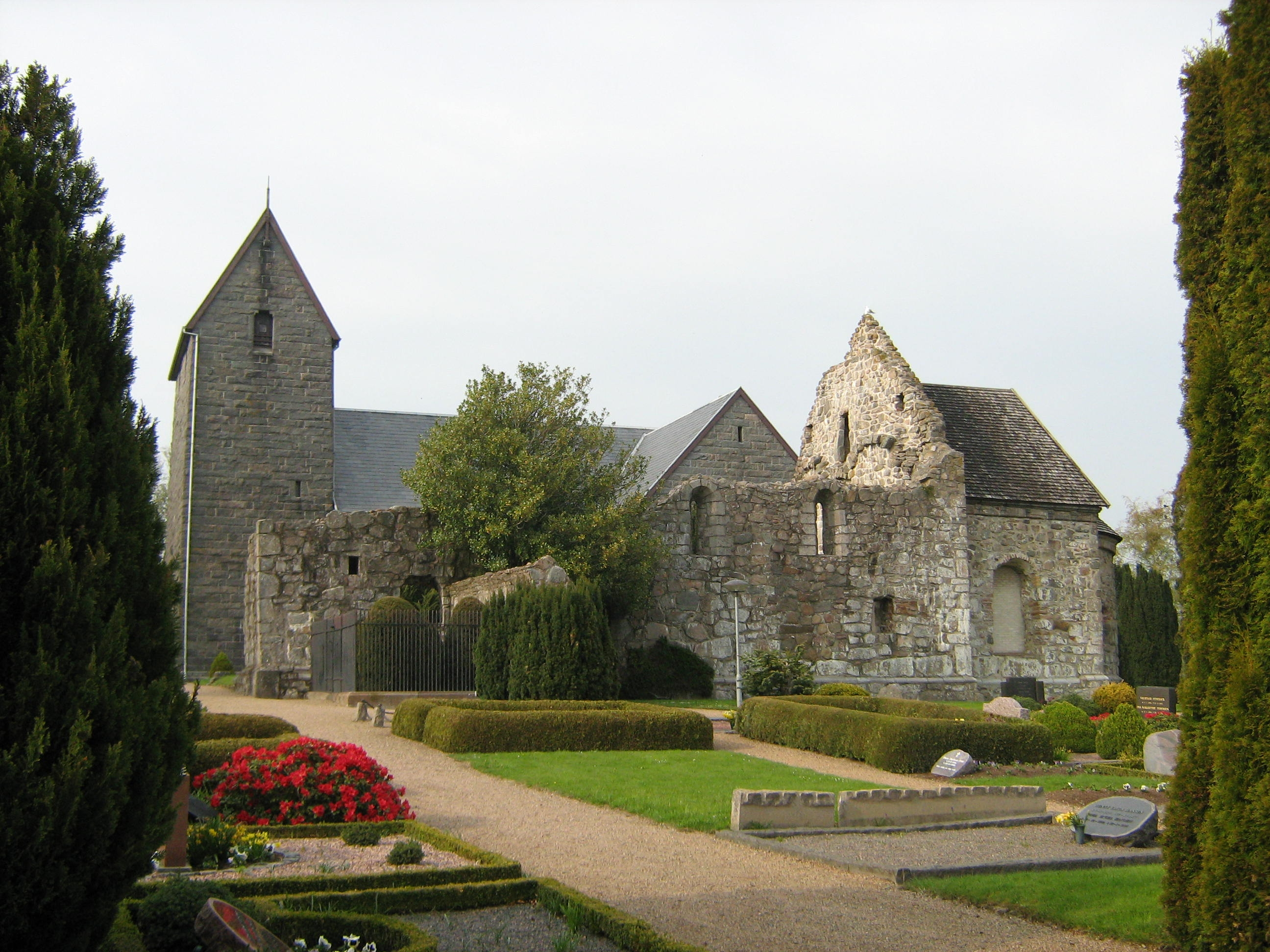
Alte und neue Kirche von Østermarie

Am 1. Januar 2023 lebten 1455 Einwohner im Kirchspiel, davon 482 im Kirchort Østermarie. Auf dem Gebiet der Gemeinde liegt die Østermarie Kirke.
Nachbargemeinden sind im Osten Ibsker Sogn, im Südosten der kleinere Teil des Poulsker Sogn, im Süden der kleinere Teil des Pedersker Sogn, im Südwesten Aaker Sogn, im Westen Vestermarie Sogn sowie im Nordwesten Østerlarsker Sogn. Nördlich grenzt das Kirchspiel an die Ostsee.